# Roy Contout
Pour les articles homonymes, voir Contout.
Roy Contout, né le 11 février 1985 à Cayenne en Guyane est un footballeur français. 

## Biographie
Après avoir débuté à Châteauroux, il termine sa formation de footballeur à l'AS Beauvais. Grand espoir de l'ASBO, il y effectue en 2003 son premier match professionnel en ligue 2. Il ne confirme pas l'année suivante en National, où il ne participe qu'à une dizaine de matchs. Il quitte le club à la suite de sa descente en CFA en 2004.
Il est alors recruté par un club de Ligue 1, le FC Metz de Jean Fernandez. Il joue régulièrement dans l'élite. L'année suivante, le nouvel entraîneur messin Joël Muller continue à lui faire confiance. Il le repositionne en milieu droit, un poste qui semble lui convenir. En 2006, face aux Girondins de Bordeaux, il inscrit son premier but en Ligue 1, et se voit sélectionné en équipe de France espoirs. Il ne peut cependant pas empêcher la descente en Ligue 2 du FC Metz en fin de saison. Francis De Taddeo, nouveau technicien de Metz, ne compte pas sur Contout. Celui-ci ne joue que deux matchs en L2 au cours de la saison 2006-2007. Il remporte cependant le titre de champion de France de Ligue 2.
Laissé libre en 2007 par le club de la Moselle, il se relance en revenant en Picardie en signant un contrat de 2 ans avec l'Amiens SC. Après une première saison mi-figue mi-raisin, au cours de laquelle il a plutôt un statut de remplaçant, il obtient une vraie place de titulaire dans le 11 amiénois lors de la saison 2008/2009 et marque 7 buts, mais il ne peut empêcher la relégation du club en National.
À nouveau libre de tout contrat après cette relégation, il revient en L1, en signant un contrat de trois ans avec l'AJ Auxerre et retrouve par la même occasion son premier entraîneur messin. Il y devient l'un des artisans des bonnes performances de l'équipe au cours de la saison 2009/2010, qui s'achève par une qualification en Ligue des champions. L'année suivante, sa position est renforcée au sein de l'effectif auxerrois et il découvre la Ligue des champions. Lors de la saison 2010-2011, il réalise cinq passes décisives et inscrit trois buts pour l'AJA. Au mois de juin 2011, il prolonge son contrat de trois années supplémentaires, il est maintenant lié à l'AJ Auxerre jusqu'en juin 2015. Mais à la suite de la descente en Ligue 2 de l'AJ Auxerre, il est transféré au FC Sochaux le 13 juillet 2012 pour une durée de 3 ans.
Le 6 juin 2012, il dispute son premier match avec l'équipe de Guyane de football à Cayenne et inscrit le premier but d'une victoire 2-1 face au Suriname. À la suite de cette première victoire, il demande à participer au tour préliminaire de la Coupe caribéenne des nations 2012 en octobre mais son club refuse de le libérer pour cette occasion.
Le 23 août 2015, il quitte l'Europe pour rejoindre l'équipe de Renaissance de Berkane au Maroc. L'aventure ne dure qu'un an, le joueur reprochera notamment au club plusieurs impayés. Sans club depuis 2016, le joueur peine à retrouver une équipe.

## Statistiques individuelles
| Saison    | Club        | Championnat | Championnat | Championnat | Coupe nationale | Coupe nationale | Coupe de la Ligue | Coupe de la Ligue | Compétition(s) continentale(s) | Compétition(s) continentale(s) | Compétition(s) continentale(s) | Total | Total |
| Saison    | Club        | Division    | M.          | B.          | M.              | B.              | M.                | B.                | Comp.                          | M.                             | B.                             | M.    | B.    |
| 2002-2003 | AS Beauvais | Ligue 2     | 3           | 0           | -               | -               | -                 | -                 | -                              | -                              | -                              | 3     | 0     |
| 2003-2004 | AS Beauvais | National    | 13          | 0           | -               | -               | -                 | -                 | -                              | -                              | -                              | 13    | 0     |
| 2004-2005 | FC Metz     | Ligue 1     | 19          | 0           | 2               | 0               | 1                 | 0                 | -                              | -                              | -                              | 22    | 0     |
| 2005-2006 | FC Metz     | Ligue 1     | 18          | 1           | 0               | 0               | 0                 | 0                 | -                              | -                              | -                              | 18    | 1     |
| 2006-2007 | FC Metz     | Ligue 2     | 2           | 0           | 0               | 0               | 0                 | 0                 | -                              | -                              | -                              | 2     | 0     |
| 2007-2008 | Amiens SC   | Ligue 2     | 21          | 0           | 3               | 2               | 3                 | 0                 | -                              | -                              | -                              | 27    | 2     |
| 2008-2009 | Amiens SC   | Ligue 2     | 35          | 7           | 1               | 0               | 1                 | 0                 | -                              | -                              | -                              | 37    | 7     |
| 2009-2010 | AJ Auxerre  | Ligue 1     | 33          | 3           | 4               | 0               | 1                 | 0                 | -                              | -                              | -                              | 38    | 3     |
| 2010-2011 | AJ Auxerre  | Ligue 1     | 29          | 3           | 0               | 0               | 2                 | 0                 | C1                             | 7                              | 0                              | 38    | 3     |
| 2011-2012 | AJ Auxerre  | Ligue 1     | 37          | 5           | 2               | 0               | 2                 | 0                 | -                              | -                              | -                              | 41    | 5     |
| 2012-2013 | FC Sochaux  | Ligue 1     | 22          | 0           | 1               | 1               | 1                 | 0                 | -                              | -                              | -                              | 24    | 1     |
| 2013-2014 | FC Sochaux  | Ligue 1     | 33          | 5           | 0               | 0               | 2                 | 1                 | -                              | -                              | -                              | 35    | 6     |

## Palmarès
- 2005 : Vainqueur du Tournoi de Toulon avec l'équipe de France espoirs
- 2007 : Champion de France de Ligue 2 avec le FC Metz